# Ishimbái
Ishimbái (en ruso: Ишимбай) es una ciudad de la República de Baskortostán, Rusia, y el centro administrativo del raion de Ishimbay. Se encuentra en el río Bélaya, 150 km al sur de Ufa. Su población ascendía a 74 300 habitantes en 2008.

## Historia

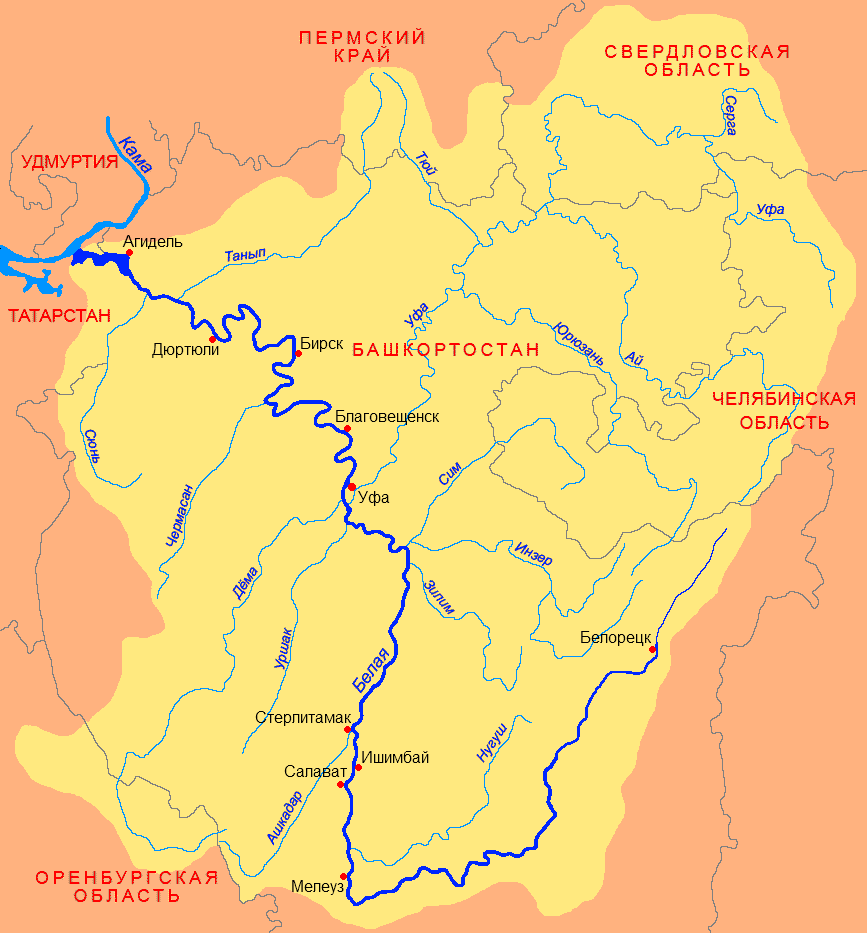
Mapa en ruso del río Bélaya (Бе́лая) —afluente del Kama— en el que aparece Ishimbái (Ишимбай)

Ishimbái fue fundada en 1932 para los trabajadores del petróleo, cerca de la aldea de Ichembái. Se convirtió en asentamiento de tipo urbano en 1934 y en ciudad el 10 de febrero de 1940.

## Población
Cuenta con una población de 74.300 habitantes (censo del 2008). 
| 21.800 | 46.600 | 54.200 | 57.000 | 69.900 | 70.195 | 74.300 |